# Genetista

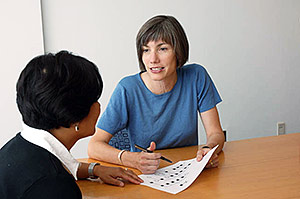
Un consejero genético

Un genetista es un biólogo que estudia la genética, la ciencia de los genes, la herencia y la variación de organismos.

## Descripción
Un genetista puede trabajar como científico o como conferenciante. Los genetistas pueden realizar investigaciones generales sobre procesos genéticos o desarrollar tecnologías genéticas para ayudar en las industrias farmacéutica o agrícola. Algunos genetistas realizan experimentos en organismos modelo como Drosophila, C. elegans, pez cebra, roedores o humanos y analizan datos para interpretar la herencia de rasgos biológicos. Un genetista puede ser un científico que haya obtenido un doctorado en genética o un médico que se haya capacitado en genética como especialidad. Evalúan, diagnostican y tratan a pacientes con enfermedades hereditarias o malformaciones congénitas, cálculos de riesgo genético y análisis de mutaciones, además de derivar a los pacientes a otros especialistas médicos. El genetista realiza estudios, pruebas y asesora a pacientes con trastornos genéticos.
Los genetistas participan en cursos de muchas áreas, como biología, química, física, microbiología, biología celular, bioinformática y matemáticas. También participan en cursos de genética más específicos como genética molecular, genética de transmisión, genética de poblaciones, genética cuantitativa, genética ecológica y genómica.
Los genetistas pueden trabajar en muchos campos diferentes, realizando una variedad de trabajos. Hay muchas carreras para genetistas en medicina, agricultura, vida silvestre, ciencias generales o muchos otros campos.

## Carreras
A continuación se enumeran algunas carreras que puede seguir un genetista.
- Investigación y desarrollo
- Asesoramiento genético
- Investigación clínica
- Genética médica
- Terapia génica
- Farmacogenómica
- Ecología molecular
- Cría de animales
- Genómica
- Biotecnología
- Proteómica
- Genética microbiana
- Educación
- Diagnóstico molecular
- Ventas y Marketing de productos científicos
- Periodismo científico
- Ley de Patentes
- Prueba de paternidad
- Huella genética
- Agricultura